# Clutton, Cheshire
Clutton är en ort och en civil parish i Storbritannien.   Den ligger i kommunen Cheshire West and Chester i riksdelen England, i den södra delen av landet, 250 km nordväst om huvudstaden London. Antalet invånare är 371. Arean är 6,2 kvadratkilometer.
Terrängen i Clutton är platt.